# 劉思祖
劉 思祖（りゅう しそ、生没年不詳）は、中国の南北朝時代の軍人。本貫は彭城郡彭城県叢亭里。従兄弟は劉懋・劉廞。

## 経歴
太常卿の劉芳の叔父の劉撫之の孫にあたる。北魏の孝文帝の末年に入朝し、羽林監・梁沛二郡太守・員外散騎常侍を歴任した。たびたび南征に参加して軍を率い、功績を重ねた。
正始元年（504年）、任城王元澄が鍾離を包囲すると、南朝梁の張恵紹や彭瓫生・張豹子らが1万の兵を率いて鍾離に食糧を送ろうとした。このとき思祖は平遠将軍となり、数千の兵を率いて梁の補給部隊を邵陽で迎え撃つべく、長史の元亀に1000の兵を与えて鍾離の北でその先鋒を防がせ、録事参軍の繆琰をその後詰めとし、思祖自らは精鋭を率いて梁軍を横撃して撃破した。張恵紹や趙景悦・趙景脩・梅世和・任景攸・辺欣・賈慶真・徐敞らを捕らえ、数千人を捕斬した。尚書の論功により千戸侯に封じられるはずだったが、思祖は侍中の元暉の求める2婢を与えなかったことから、封侯のことは沙汰やみとなった。
正始3年（506年）、梁の桓和が孤山を攻撃し、固城を落とした。北魏の邢巒が桓和を孤山で破り、固城を奪回した。梁の藍懐恭らが清南に城を建て、水陸の交通路を遮断しようとしたため、思祖は楊大眼とともに邢巒の命を受けて梁軍の船を焼き討ちし、その城を攻め落として藍懐恭を斬った。
永平4年（511年）、梁の振遠将軍馬仙琕が軍を率いて朐山城を包囲し、北魏の朐山戍主の傅文驥が籠城した。思祖は別将として趙遐らとともに朐山の救援に向かった。馬仙琕に迎撃され、思祖は敗走した。
後に思祖は揚烈将軍・遼西郡太守に任じられた。道中で北魏から離反して梁に亡命し、梁の武帝により輔国将軍・北徐州刺史とされた。たびたび北魏の淮北に進攻した。天監14年（515年）、北魏の尚書右僕射の李平が軍を率いて寿陽の救援にやってくると、思祖は康絢とともにこれをはばんだ。数年後に思祖は死去した。